# Юрич, Фрэнк
Фрэнк Юрич (англ. Frank Juric; 28 октября 1973, Мельбурн, Виктория, Австралия) — австралийский футболист, вратарь. Выступал за сборную Австралии.

## Биография

### Клубная карьера
На профессиональном уровне дебютировал в составе «Мельбурн Найтс», за который выступал с 1992 по 1996 год и дважды стал чемпионом Австралии. Сезон 1996/97 провёл в другом австралийском клубе «Коллингвуд Уорриорс», после чего переехал в Германию, где подписал контракт с «Фортуна» (Дюссельдорф). Дебютировал за команду 31 августа 1997 года в матче второй Бундеслиги против «Гройтер Фюрт» (2:2). В «Фортуне» провёл два года и сыграл за неё 36 матчей в лиге. Летом 1999 года подписал контракт с «Байер 04», где был игроком ротации. За 5 лет в «Байере» провёл 11 матчей в Бундеслиге, стал финалистом Кубка Германии и Лиги чемпионов УЕФА 2001/02. Также выступал за фарм-клуб «Байера». В 2004 года подписал контракт с «Ганновер 96», но в основном составе команды появился лишь однажды, 6 мая 2006 года отыграл весь матч против мёнхенгладбахской «Боруссии» (2:2). В 2008 году вернулся в Австралию, где завершил карьеру в клубе «Перт Глори». В свой последний сезон на профессиональном уровне сыграл за команду 4 матча в чемпионате Австралии. С 2009 года перешёл на тренерскую работу. В 2009—2010 годах был тренером вратарей в «Перт Глори». С 2012 по 2016 работал ассистентом в клубе «Мельбурн Найтс». Ныне является тренером вратарей в «Аделаида Юнайтед».

### Карьера в сборной
Дебютировал за сборную Австралии 10 ноября 1995 в первом полуфинальном матче против Новой Зеландии в рамках Кубка наций ОФК 1996. Следующий матч за сборную сыграл 10 февраля 1996 года против Японии. В дальнейшем ни разу не выходил на поле в составе сборной, однако был в заявке Австралии на Кубок конфедераций 2001. На турнире Юрич был запасным вратарём, а его команда заняла третье место.
В 1996 году принимал участие в летних Олимпийских играх в Атланте, где сыграл во всех трёх матчах группового этапа и занял с командой третье место в группе, не пробившись в плей-офф.

## Достижения
Мельбурн Найтс
- Чемпион Австралии: 1994/95, 1995/96

Сборная Австралии
- Победитель Кубка наций ОФК: 1996
- Бронзовый призёр Кубка конфедераций: 2001